# Colonna vertebrale

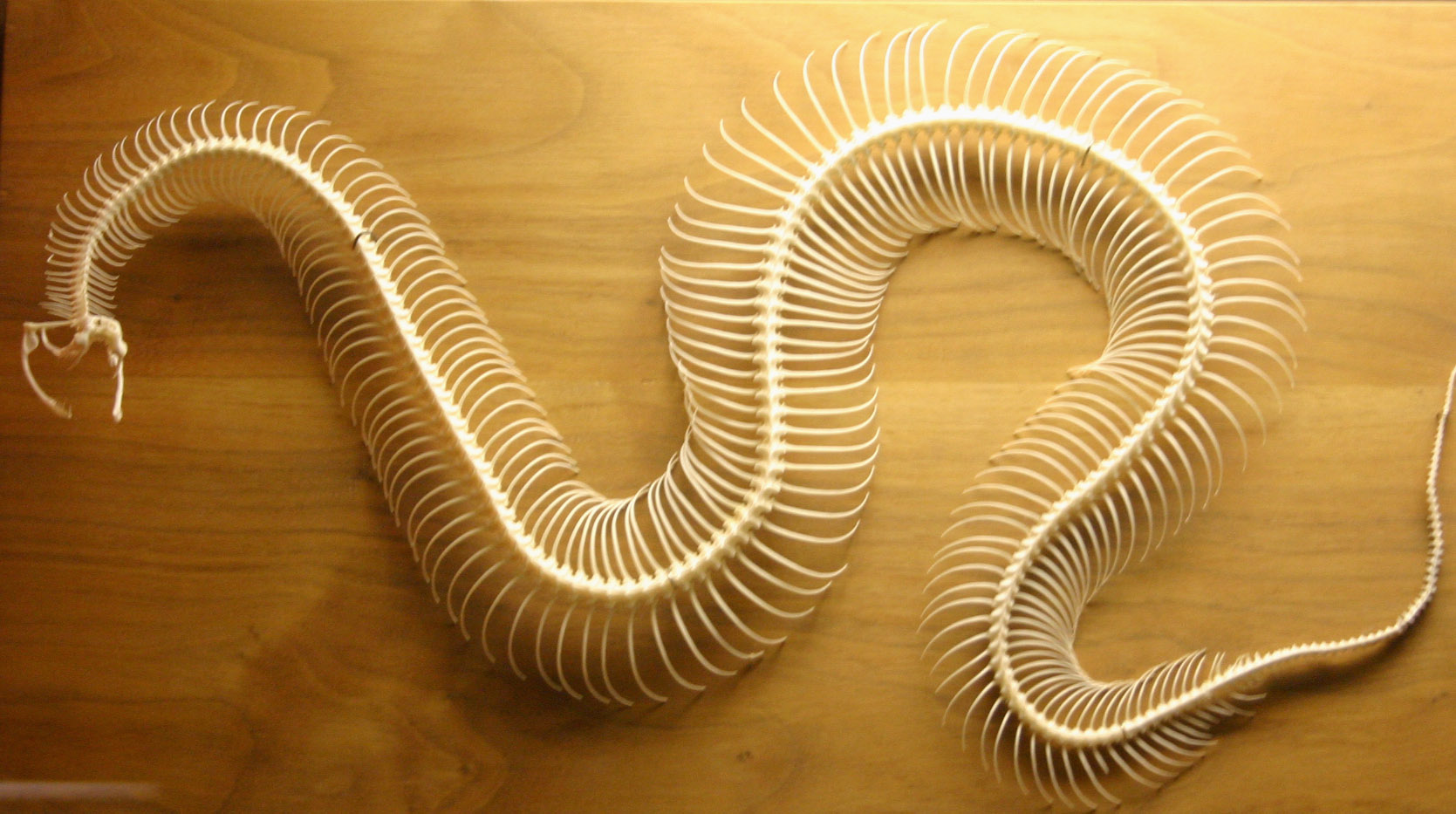
Negli ofidi, la quasi totalità dell'apparato scheletrico, oltre al cranio, è costituito dalla colonna vertebrale e dalle coste a essa articolate.

La colonna vertebrale  è il principale sostegno del corpo umano e dei vertebrati.
La colonna vertebrale è composta da 33 o raramente da 34 vertebre ed è suddivisa in 5 regioni distinte.

## Descrizione e funzioni
La colonna vertebrale, o rachide, è un complesso osseo che costituisce lo scheletro del rachide. Essa ha la funzione di sostegno del tronco e della testa e di protezione del midollo spinale, racchiuso al suo interno. La colonna vertebrale risulta composta da 33-34 ossa, chiamate vertebre e che si articolano tra loro. I costituenti fondamentali della colonna vertebrale sono le vertebre, ossa lunghe, allungabili, corte, non tutte uguali fra di loro, ma che presentano caratteristiche comuni che consentono di farne una generica descrizione. Le vertebre sono costituite da un corpo vertebrale che, insieme al cosiddetto arco vertebrale, delimita il foro vertebrale. 
Attraverso la sovrapposizione delle vertebre si forma una specie di canale per via dei fori vertebrali: questo canale contiene il midollo spinale che è parte del sistema nervoso centrale. Il corpo vertebrale è la parte più grande e resistente della vertebra, di forma pressoché cilindrica. Esso presenta tre facce, una superiore, una inferiore e una di contorno (detta anche circonferenza). L'arco vertebrale costituisce la parte posteriore della vertebra; esso è costituito da varie porzioni: due peduncoli, due masse apofisarie, due lamine e un processo spinoso.
La colonna vertebrale, oltre alla funzione di sostegno, assolve a una funzione protettiva (le vertebre evitano che urti o vibrazioni arrechino danni al midollo spinale) e a una funzione motoria (grazie alle sue articolazioni, la colonna vertebrale consente di muovere la testa nello spazio, di piegare il corpo in avanti ed estenderlo in senso opposto, di fletterlo e di ruotarlo).

## Nei ciclostomi
Nei ciclostomi viventi, intesi come gruppo comprendente tutti gli agnati, considerato che nei myxiniformes l'unica struttura scheletrica è costituita dalla capsula cranica, l'unica classe dotata di colonna vertebrale è quella (discussa, dei cephalaspidomorphi) comprensiva dei Petromyzontiformes, rappresentata ad esempio dalle diffuse lamprede marine e fluviali.
Si tratta di una struttura estremamente semplice, il cui asse scheletrico portante è costituito ancora dalla notocorda, al di sopra della quale decorre il midollo spinale. Le vertebre sono del tipo aspondile, ovvero privo di corpo vertebrale, e quindi dove gli sclerotomiti originano esclusivamente degli archi. Tutto lo scheletro è di tipo cartilagineo, e i semiarchi vertebrali sono delle strutture limitate, esclusivamente dorsali, e disposte a lato del midollo spinale a scopo protettivo (dorsalia o archi neurali). Non si osservano strutture inferiori a protezione dei vasi (ovvero archi emali). L'insieme della struttura, a un esame veloce, risulta essere una serie di sottili lamine cartilaginee a latere della sede midollare.
Il midollo, a sezione ellittica e appiattita dorso-ventralmente, pur nell'evoluzione che porta a una progressiva cefalizzazione degli organismi, costituisce ancora la parte maggioritaria del sistema nervoso.

## Negli anfibi
La colonna vertebrale degli anfibi è suddivisa in 6 parti: cervicale, toracica, lombare, sacrale o pelvica e caudale. Negli anfibi la presenza di un'unica vertebra cervicale permette soltanto l'inclinamento in avanti del capo, mentre in tutti gli amnioti sono presenti più vertebre cervicali.

## Nei dinosauri
La colonna vertebrale dei dinosauri era suddivisa in vertebre cervicali, dorsali, sacrali e caudali. Nei dinosauri saurischi, spesso si osservano i cosiddetti pleuroceli, depressioni cave poste lateralmente sulle vertebre e perforate, che consentivano l'accesso a camere d'aria interne: in questo modo, l'osso risultava alleggerito senza perdere resistenza. Tali cavità erano riempite da sacche d'aria che, nei giganteschi sauropodi (i più grandi vertebrati terrestri noti), potevano ridurre la massa corporea di oltre una tonnellata, un vantaggio evolutivo importante per animali che superavano i 30 metri di lunghezza. In molte specie di adrosauri e teropodi, invece, le vertebre caudali erano rinforzate da tendini ossificati. Inoltre, la presenza di almeno tre vertebre sacrali fuse alle ossa dell'anca rappresenta una delle caratteristiche distintive dei dinosauri. Infine, il condilo occipitale, situato nella parte posteriore del cranio, si articolava con la prima vertebra cervicale.

## Nei mammiferi
A parte la coda, il numero di vertebre nei mammiferi è generalmente abbastanza costante. Ci sono quasi sempre sette vertebre cervicali (bradipi e lamantini sono tra le poche eccezioni), seguita da circa una ventina di altre vertebre, divise tra le forme toraciche e lombari, a seconda del numero di costole. Ci sono generalmente 3-5 vertebre con il sacro, e fino a cinquanta vertebre caudali.
La struttura generale delle vertebre nell'uomo è abbastanza tipica di quella che si trova nei mammiferi, rettili e uccelli. La forma del corpo vertebrale, tuttavia, varia un po' tra i diversi gruppi. Nei mammiferi, è generalmente piatta nelle superfici superiori e inferiori, mentre nei rettili la superficie anteriore è comunemente una presa concava in cui il lato convesso del corpo vertebrale successivo si adatta. Anche questi modelli sono solo generalizzazioni, però ci possono essere variazioni nella forma delle vertebre nel senso della lunghezza della colonna vertebrale anche all'interno di una singola specie. Alcune varianti inusuali includono la sella a forma di zoccolo tra le vertebre cervicali di alcuni uccelli e la presenza di uno stretto canale cavo che corre lungo il centro dei corpi vertebrali di gechi e tuatara, contenente un residuo della notocorda.

## Nell'essere umano

### Struttura

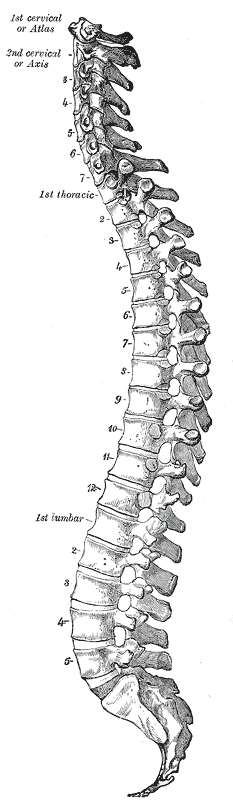
La colonna vertebrale umana vista di lato

Differenti regioni (curvature) della colonna vertebrale umana

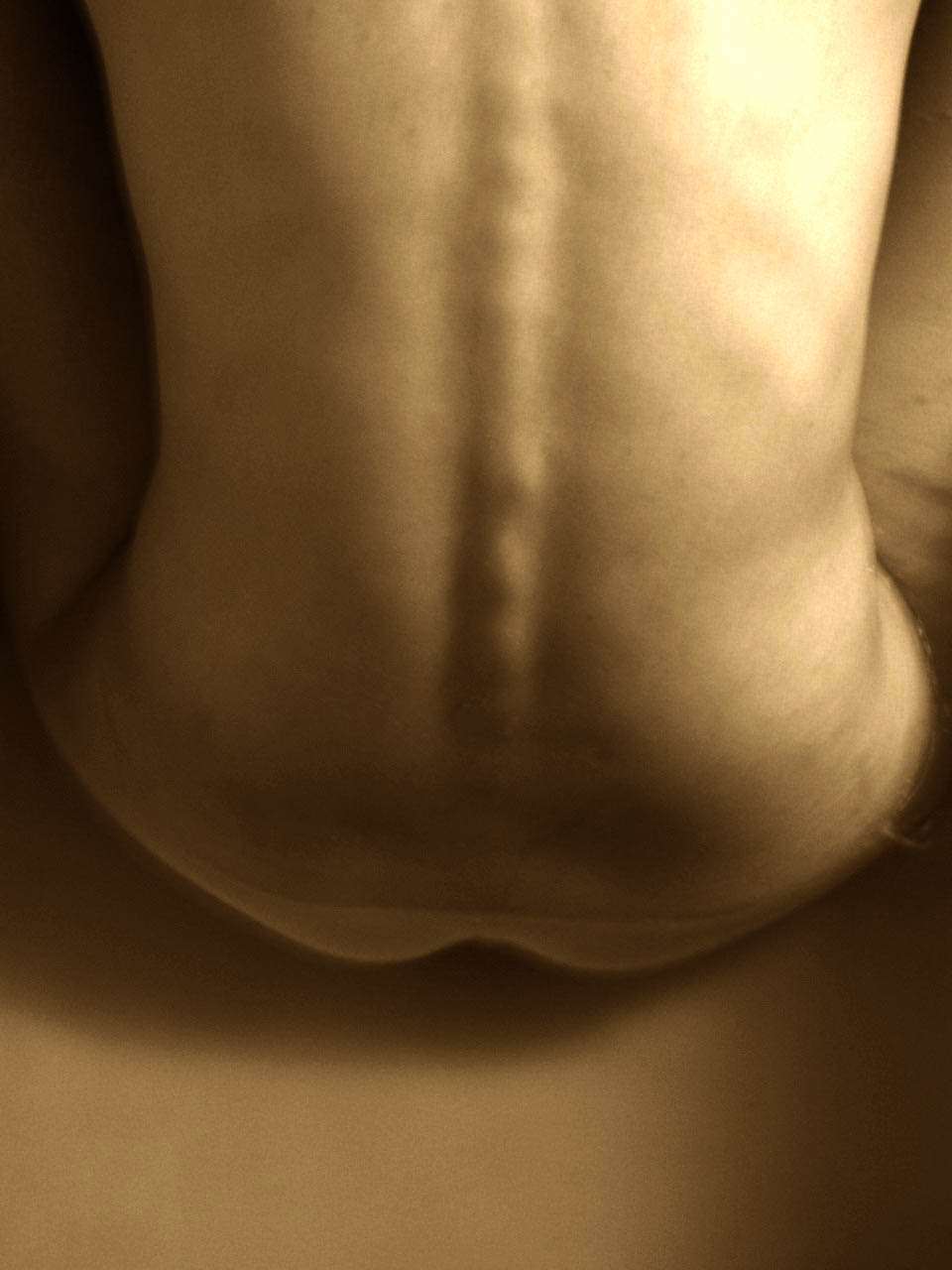
La colonna vertebrale dell'uomo

La colonna vertebrale umana è normalmente costituita da 33/34 vertebre (7 cervicali, 12 toraciche, 5 lombari, 5 sacrali e 4-5 coccigee). Una vertebra generica presenta: anteriormente un corpo, di forma pressoché cilindrica, costituito da un anello di tessuto osseo compatto contenente tessuto osseo spugnoso; posteriormente vi sono invece i cosiddetti archi vertebrali che circoscrivono il foro vertebrale, la cui giusta posizione ha per effetto di delimitare il canale vertebrale, al cui interno alloggia il midollo spinale. 
Gli archi vertebrali presentano, oltre i cosiddetti peduncoli (ossia la parte dell'arco a diretto contatto col corpo vertebrale), due processi laterali simmetrici, detti processi trasversi, mentre posteriormente il cosiddetto processo spinoso: il complesso dei processi spinosi forma ciò che è volgarmente detto spina dorsale.
I punti articolari fra le vertebre sono essenzialmente tre: anteriormente, fra un corpo e l'altro, si interpone un disco biconvesso, detto disco intervertebrale, costituito quasi totalmente da fibrocartilagine, eccetto la parte centrale, nella quale si osserva il cosiddetto nucleo polposo, struttura assiale dell'embrione; posteriormente alla radice dei due processi trasversi si hanno invece due simmetriche facce articolari, di tipo sinoviale, in contatto con corrispondenti eminenze della vertebra posta immediatamente sopra a quella considerata.
Importante è inoltre lo spazio che esiste tra i peduncoli delle varie vertebre, denominato incisura vertebrale, che, unendosi con l'incisura vertebrale della vertebra adiacente, determina il foro intervertebrale da cui emergono i nervi spinali, che originano dal midollo spinale e non direttamente dal tronco encefalico.

### Lordosi e cifosi della colonna vertebrale
Osservando la colonna vertebrale nella sua interezza, infine, si potrà notare che essa non è perfettamente dritta, ma presenta anzi quattro curvature, osservabili lateralmente: dall'alto si potrà notare una prima zona, corrispondente al collo, dove le sette vertebre cervicali assumono una curvatura con la convessità rivolta in avanti, detta lordosi cervicale; scendendo si osserverà una curvatura con la convessità rivolta stavolta verso il dorso, denominata cifosi dorsale, in corrispondenza delle dodici vertebre toraciche; ancora più in basso si avrà una lordosi lombare in corrispondenza delle cinque vertebre lombari e una cifosi sacrococcigea in corrispondenza delle cinque sacrali e delle quattro/cinque coccigee.
Sul piano coronale si riscontra una lieve curvatura laterale a livello toracico o toraco-lombare, con convessità destra nei destrimani e convessità sinistra nei mancini, la scoliosi fisiologica. Due curve di compenso sono presenti a livello cervicale e lombare. Queste curve probabilmente sono determinate dall'ingombro del cuore e dall'uso prevalente di un solo arto. Tale condizione fisiologica può essere accentuata per cause patologiche e in particolare si possono avere curvature laterali (scoliosi patologiche) di cospicua entità.

### Traumi della colonna vertebrale
Il "colpo di frusta" non è una patologia traumatica del rachide cervicale, né una sua lesione: si tratta, infatti, di un semplice movimento articolare del rachide cervicale nei tre piani dello spazio in seguito ad accelerazione o decelerazione. Solo quando tale meccanismo articolare sia particolarmente brusco e istantaneo (come può succedere a seguito di sollecitazioni intense) esso può provocare esiti patologici, reversibili col tempo o permanenti, come contratture dei muscoli paravertebrali, riduzione della normale lordosi cervicale, schiacciamento o frattura delle vertebre cervicali. Pertanto, anche l'indicazione della diagnosi "colpo di frusta" (o "colpo di frusta cervicale") su un certificato medico o su un referto di pronto soccorso, non assume un particolare rilievo da un punto di vista medico-legale.
Anche quando il colpo di frusta abbia causato degli esiti, si tratta, normalmente, di lesioni che, nell'80-90 per cento dei casi, regrediscono entro un periodo che va da pochi mesi a un anno, senza lasciare danni permanenti.

### Alterazioni della colonna vertebrale
- Paramorfismi
- Dismorfismi
- Ernia del disco
- Sindrome delle faccette articolari lombari

#### Patologie
Le patologie strutturali della colonna vertebrale possono essere:
- Scoliosi, quando si ha la rotazione della colonna vertebrale e della gabbia toracica su un lato, è una malattia in gran parte idiopatica (sconosciuta) ed è subdola poiché si innesta senza causare dolore.
- Ipercifosi, comunemente conosciuta come gobba; è determinata da un aumento della curvatura normale a convessità posteriore, può essere causata da osteocondrosi o malattia di Scheuermann, causa deformazioni a cuneo delle vertebre e colpisce in maggioranza i maschi.
- lordosi, si ha un aumento della curvatura normale a convessità anteriore, che dà vita a un infossamento, le cause possono essere malformazioni congenite o rigidità della muscolatura lombare con conseguente lassità dei muscoli addominali.

### Conformazione delle vertebre
- vertebra cervicale
- vertebra toracica
- vertebra lombare
- osso sacro
- coccige

### Articolazioni
- articolazione atlo-occipitale
- articolazione atlo-epistrofeica
- articolazione intervertebrale
- articolazione sacro-vertebrale
- articolazione sacro-coccigea